# Казуаки Тасака
Казуаки Тасака (јап. 田坂 和昭; 3. август 1971) бивши је јапански фудбалер.

## Каријера
Током каријере је играо за Белмаре Хирацука, Шимицу С-Пулс и Серезо Осака.

## Репрезентација
За репрезентацију Јапана дебитовао је 1995. године. За тај тим је одиграо 7 утакмица.

## Статистика
| Јапан  | Јапан   | Јапан  |
| Година | Наступи | Голови |
| ------ | ------- | ------ |
| 1995.  | 4       | 0      |
| 1996.  | 0       | 0      |
| 1997.  | 0       | 0      |
| 1998.  | 0       | 0      |
| 1999.  | 3       | 0      |
| Укупно | 7       | 0      |